# Commanderie de Puiseux
Ne pas confondre avec la commanderie de Puisieux-sous-Laon dans l'Aisne
La commanderie de Puiseux, également connue sous le nom de temple de Puiseux, est une ancienne commanderie templière, sise à Puiseux-en-France, dans la plaine de France au nord de Paris.

## Situation
La commanderie est située à la sortie du village, sur le chemin conduisant à Marly-la-Ville.

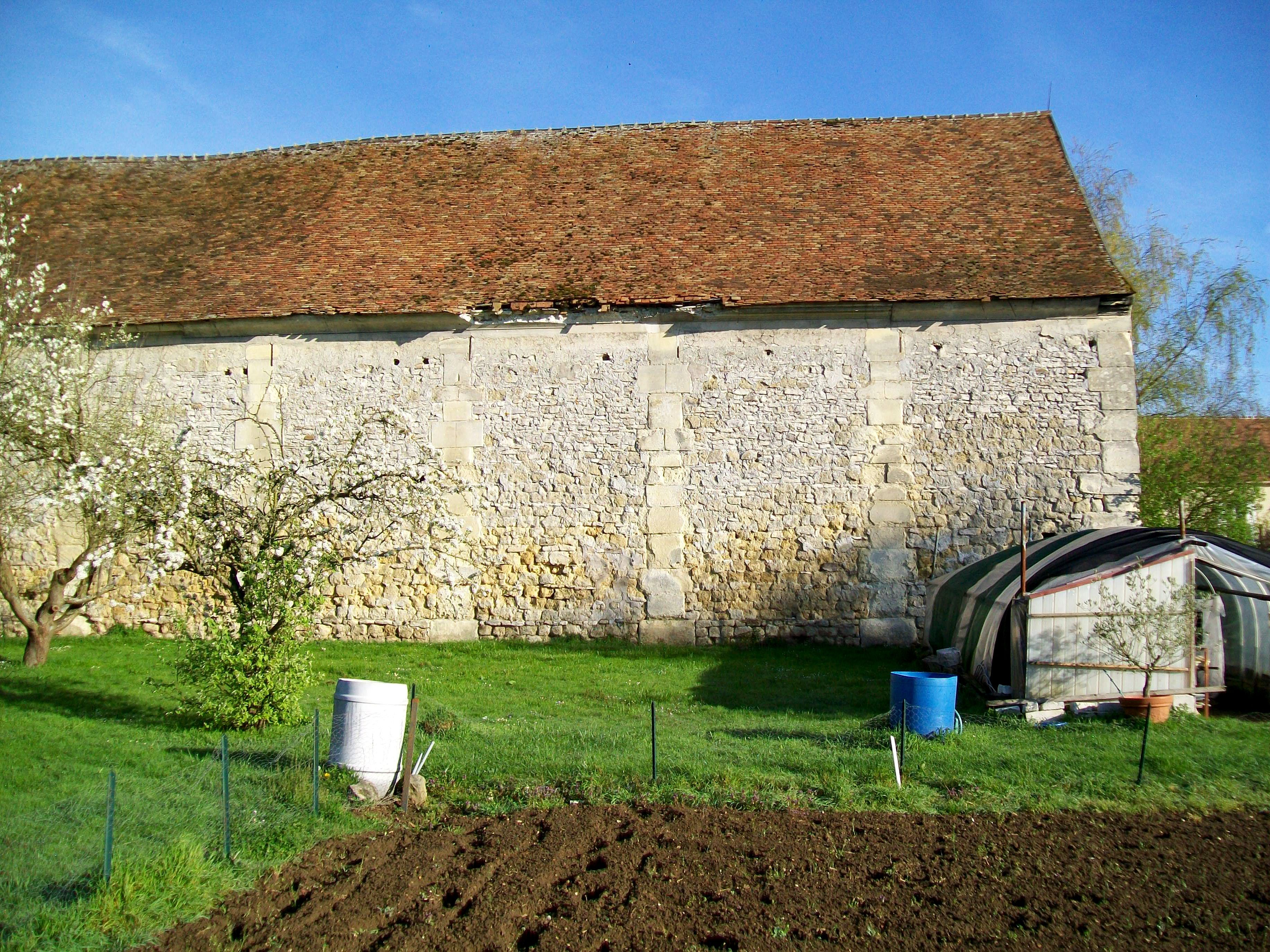
Bâtiment de ferme daté de la fin du XVIIIe siècle situé à l'emplacement de l'ancienne grange dîmière (vue partielle), façade sud

## Historique
La bulle du pape Calixte II en 1119 mentionne que l'église et ses biens appartiennent au prieuré Saint-Martin-des-Champs de Paris.
Les origines de ce qui deviendra la commanderie de Puiseux sont à rechercher dans la vente que Bernold et Cécile de Puiseux font en mai 1233 d'un arpent de terre dans le village même avec toute la dime de Puiseux pour 1 300 livres. Les Templiers font construire sur le terrain une grange dimière,. En mars 1247, Raoul de Puiseux, en échange d'un prêt de 100 livres parisis que les Templiers lui avaient fait, leur cède tout le champart qu'il possède sur le territoire de Puiseux,. Raoul de Puiseux effectue en janvier 1255 une donation à l'ordre du Temple, du cinquième de plusieurs pièces de terre,. En février 1260, il donne aux Templiers le cinquième de son manoir avec ses dépendances, du bois du Coudray et celui de Jagny, de deux prés, d'un vigne et de la moitié du four avec sa maison au Puiseux ainsi que le cinquième de la justice,.
En 1307, lors de l'arrestation des Templiers, le frère Jean d'Ambleville est commandeur de la maison du Temple de Puiseux. Cette maison est mentionnée de nombreuses fois au cours du procès de l'Ordre, qu'il s'agisse des frères appartenant à cette maison ou de ceux qui y ont été reçus,.
En 1318, la ferme du Temple passe à l'ordre de l'Hôpital lors de la dévolution des biens de l'ordre du Temple. La commanderie compte en 1456, 220 arpents de terre rapportant six muids de froment et trois muids d'avoine, en 1757 5 880 livres et en 1783 8 000 livres. Le commandeur de Puiseux exerce la haute, moyenne et basse justice sur les terres de Puiseux ainsi qu'à Bellefontaine.
Le château est en ruine en 1762, lors du rattachement de la seigneurie au comté de Marly-la-Ville. Les éléments les plus anciens de la ferme et de la grange dimière remontent effectivement au XIIe siècle et au XIVe siècle, mais les bâtiments ont été reconstruits, voire construits à neuf au XVIIIe siècle. La façade avec le pignon nord du logis sur la rue se démarque par un mur en moellons et un contrefort central. La grange aujourd'hui désaffectée est un bâtiment longitudinal avec peu d'ouvertures, construite en moellons avec des chaînages en pierre de taille à intervalles réguliers. À ce titre, elle se rapproche des bâtiments agricoles typiques de la région. Le portail de la cour de ferme ne donnait pas directement sur la rue : il subsiste encore derrière deux pavillons récents construits devant la ferme à l'est.

### Commandeurs hospitaliers
```
La liste suivante est dressée par Mannier
[
13
]
```

| Prieur                                           | Nomination | Départ |
| ------------------------------------------------ | ---------- | ------ |
| Frère Pierre Courtier                            | 1374       |        |
| Frère Laurent Langlois                           | 1421       |        |
| Frère Guillaume Viart                            | 1553       |        |
| Chevallier Charles Belotte                       | 1601       |        |
| Chevallier Guillaume de la Rivière               | 1613       |        |
| Chevallier Charles de Mahaut                     | 1661       |        |
| Chevallier Nicolas de Godechart de Bachevillers  | 1688       |        |
| Chevallier Guillaume de la Salle                 | 1734       |        |
| Chevallier Alexandre Blotefin de Vauchelles      | 1742       |        |
| Chevallier Jean Constant de Campion-Montpoignant | 1785       |        |

## Possessions
Il y avait à Fontenay-lès-Louvres une maison qui dépendait de la commanderie de Puiseux, mais qui fut détruite durant les guerres du XVe siècle. Le fief de Bellefontaine, dit fief de Boissonnet, relevait également de la maison de Puiseux.